# Helix cincta
Helix cincta е вид охлюв от семейство Helicidae. Видът не е застрашен от изчезване.

## Разпространение
Разпространен е в Босна и Херцеговина, Гърция (Егейски острови), Италия, Ливан, Словения, Сърбия, Турция, Хърватия и Черна гора.

## Описание
Популацията на вида е стабилна.